# Усенко Надія Олексіївна
Наді́я Олексі́ївна Усе́нко (нар. 29 січня 2000, Київ) — українська професійна гравчиня у сквош, семиразова чемпіонка України, майстер спорту України міжнародного класу. Станом на березень 2021 року вона посідає 99 місце у світовому рейтингу «Official Women's Squash World Ranking».

## Юніорська кар'єра
У 2011 році Надія Усенко почала брати участь у юніорських турнірах ESF (Європейська Федерація Сквошу) і протягом кар'єри зайняла перше місце в Європейському рейтингу серед юніорів у кожній віковій категорії: GU13, GU15, GU17 та GU19.

## Національна збірна України зі сквошу
2014 року чотирнадцятирічна Надія Усенко потрапила до Національної збірної України зі сквошу.
2017 року взяла участь у Світових іграх. Того ж року в грудні вона вперше в історії українського сквошу представляла Україну на Чемпіонаті Світу (Манчестер, Велика Британія).
2018 року її було обрана капітаном збірної та вона виборола золоту медаль на командному Чемпіонаті Європи у III дивізіоні в Ризі, Латвія.

## Досягнення
- 2013 — вперше здобуда золото на дорослому Чепмпіонаті Україні зі сквошу
- 2015 — чемпіонка України зі сквошу[8]
- 2015 — перше місце на Swiss Junior Open 2015
- 2016 — перше місце на German Junior Open 2016
- 2016 — перше місце на Czech Junior Open 2016
- 2017 — перемога на турнірі «супер серії» Belgian Junior Open 2017[9]
- 2018 — золота медаль на командному Чемпіонаті Європи у III дивізіоні
- 2018 — здобула звання Майстра спорту міжнародного класу
- 2018 — перше місце на змаганнях «супер серії» Dutch Junior Open 2018[10]
- 2019 — шоста золота медаль на міжнародному турнірі Zenit Black Sea Open 2019
- 2021 — всьоме стала чемпіонкою України[2]